# كليمنت دومينغو هرنانديز
كليمنت دومينغو هرنانديز (23 نوفمبر 1961 بكوبا - ) هو مدرب كرة قدم ولاعب كرة قدم كوبي في مركز الوسط.

## وصلات خارجية
- كليمنت دومينغو هرنانديز على موقع الاتحاد الدولي (مؤرشف)  (الإنجليزية)
- كليمنت دومينغو هرنانديز على موقع قاعدة بيانات كرة القدم.إي يو (الإنجليزية)